# Pseudohoratia brusinae
Pseudohoratia brusinae is een slakkensoort uit de familie van de Hydrobiidae. De wetenschappelijke naam van de soort is voor het eerst geldig gepubliceerd in 1953 door Radoman.